# Isabel de Meclemburgo-Güstrow
Isabel de Meclemburgo-Güstrow (em alemão:   Elisabeth von Mecklenburg-Güstrow; Güstrow, 3 de setembro de 1668 — Doberlug, 25 de agosto de 1738) foi duquesa consorte de Saxe-Merseburgo-Spremberg e de Saxe-Merseburgo pelo seu casamento com Henrique de Saxe-Merseburgo.

## Família
Isabel era a décima e penúltima criança nascida do duque Gustavo Adolfo de Meclemburgo-Güstrow e de Madalena Sibila de Holsácia-Gottorp. Seus avós paternos eram João Alberto II, Duque de Meclemburgo-Güstrow e Leonor Maria de Anhalt-Bernburgo. Seus avós maternos eram Frederico III, Duque de Holsácia-Gottorp e Maria Isabel, Duquesa da Saxônia.
Isabel teve dez irmãos, entre eles: Cristina, condessa consorte de Stolberg-Gedern; Carlos, príncipe hereditário de Meclemburgo-Güstrow; Edviges, duquesa consorte de Saxe-Merseburgo-Zörbig; Luísa, rainha consorte da Dinamarca e Noruega como esposa de Frederico IV da Dinamarca, etc.

## Biografia
Em 29 de março de 1692, aos 23 anos de idade, Isabel casou-se com o duque Henrique, de 30 anos. Ele era filho do duque Cristiano I de Saxe-Merseburgo e de Cristiana de Eslésvico-Holsácia-Sonderburgo-Glücksburgo. Em 1694, Henrique recebeu a cidade de Spremberg como apanágio, e passou a morar lá.
Em 1694, ela tornou-se duquesa de Saxe-Merseburgo-Spremberg, até 1731, quando tornou-se duquesa de Saxe-Merseburgo.
Seu marido morreu em 28 de julho de 1738, em Doberlug.
Quase um mês depois, Isabel faleceu em 25 de agosto, aos 69 anos de idade. A duquesa foi enterrada na Catedral de Merseburgo, na Saxônia-Anhalt, mesmo local de enterro de Henrique.

## Descendência
O casal teve três filhos:
- Maurício de Saxe-Spremberg (29 de outubro de 1694 - 11 de abril de 1695), príncipe hereditário de Saxe-Spremberg;
- Cristiana Frederica de Saxe-Spremberg (17 de maio de 1697 - 21 de agosto de 1722);
- Gustava Madalena de Saxe-Spremberg (2 de outubro de 1699 - 3 de outubro de 1699);

A linhagem de Saxe-Merseburgo foi extinta devido a falta de descendentes.